# Cercis racemosa
Cercis racemosa är en ärtväxtart som beskrevs av Daniel Oliver. Cercis racemosa ingår i släktet Cercis och familjen ärtväxter. Inga underarter finns listade i Catalogue of Life.